# لایحه آزادی اطلاعات
لایحه آزادی اطلاعات، قانون آزادی اطلاعات فدرال ایالات متحده است که مستلزم افشای کامل یا جزئی اطلاعات و اسناد منتشر نشده قبلی است که توسط دولت، ایالت یا سایر مقامات عمومی ایالات متحده در صورت درخواست کنترل می شود.این قانون اطلاعات رسمی را که مشمول افشا هستند، تشریح می‌کند، روش‌های افشا را تشریح می‌کند، و شامل ۹ معافیت است که دسته‌هایی از اطلاعات را که مشمول افشا نیستند، تعریف می‌کند. هدف از این لایحه شفاف‌تر کردن وظایف سازمان‌های دولتی ایالات متحده بود تا عموم مردم آمریکا بتوانند مشکلات موجود در عملکرد دولت را آسان‌تر شناسایی کنند و بر کنگره، مقامات سازمان‌ها و رئیس‌جمهور فشار بیاورند تا به آنها رسیدگی کنند. این لایحه بارها توسط قوه مقننه و مجریه تغییر کرده است.
این لایحه معمولاً به دلیل استناد توسط سازمان‌های خبری برای گزارش هایشان شناخته می‌شود، اگرچه چنین استفاده‌هایی کمتر از ۱۰٪ کل درخواست‌هایی را تشکیل می‌دهند - که اغلب توسط مشاغل، شرکت‌های حقوقی و افراد انجام می‌شود.

## محدوده
این قانون به صراحت فقط در مورد سازمان های دولتی زیر مجموعه قوه مجریه اعمال می شود. این سازمان ها بر اساس چندین دستور ملزم به رعایت درخواست عمومی درباره اطلاعات هستند.علاوه بر عمومی و در دسترس قرار دادن کلیه مراحل اداری و فنی برای درخواست اسناد از آن سازمان، سازمان ها نیز به دلیل ممانعت از روند دادخواست برای اطلاعات مشمول مجازات می شوند. بر اساس این قانون، اگر "کارکنان سازمان در رابطه با امتناع از ارائه اسناد خودسرانه  عمل کرده باشند، وکیل ویژه باید سریعاً رسیدگی را آغاز کند تا مشخص شود آیا اقدامات انضباطی علیه افسر یا کارمندی که مسئول اصلی این توقیف بوده است انجام گرفته است یا خیر." به این ترتیب، در صورت وجود سوء ظن به دستکاری غیرقانونی یا تأخیر در ارسال سوابق، برای کسی که به دنبال اطلاعات است، می توان به دادگاه فدرال مراجعه کرد.با این حال، ۹ معافیت درباره مسائل حساس و حقوق شخصی وجود دارد که به شرح زیر می باشد:
1. طبقه بندی شده به نفع امنیت ملی یا سیاست خارجی توسط یک فرمان اجرایی که بر اساس همان فرمان اجرایی طبقه‌بندی شده باشد.[۷]
2. صرفاً به قوانین و رویه های داخلی پرسنل یک سازمان مربوط می شود.[۷]
3. به طور خاص توسط قانون از افشا مستثنی شده است، مشروط بر اینکه چنین اساسنامه ای (الف) ایجاب کند که موضوعات به گونه ای از ارائه به عموم خودداری شود که هیچ اختیاری در مورد موضوع باقی نماند، یا (ب) معیارهای خاصی را برای خودداری تعیین می کند یا به انواع خاصی از موضوعاتی که باید خودداری شود اشاره می کند.[۷]
4. اسرار تجاری و اطلاعات تجاری یا مالی به دست آمده از یک شخص و بخش مهم یا محرمانه.[۷]
5. یادداشت ها یا نامه های بین سازمانی یا درون سازمانی که طبق قانون در اختیار طرفی غیر از سازمان های درگیر قرار نمی گیرد.[۷]
6. پرسنل و پرونده های پزشکی و پرونده های مشابه که افشای آنها به وضوح تجاوز غیرقانونی به حریم خصوصی شخصی است.[۷]
7. سوابق یا اطلاعاتی که برای اهداف اجرای قانون گردآوری شده است، اما فقط تا حدی که تولید چنین سوابق یا اطلاعاتی (الف) به طور منطقی می توان انتظار داشت که در روند اجرایی دخالت کند، (ب) یک شخص را از حق محاکمه عادلانه یا قضاوت بی طرفانه محروم می کند، (ج) به طور منطقی می توان انتظار داشت که تجاوز غیرموجه به حریم خصوصی شخصی باشد، (د) به طور منطقی می توان انتظار داشت که هویت یک منبع محرمانه، از جمله یک آژانس یا مقام دولتی، محلی، یا خارجی یا هر موسسه خصوصی که اطلاعات را به صورت محرمانه ارائه می کند، افشا کند، (ه) تکنیک‌ها و رویه‌ها را برای تحقیقات یا تعقیب‌های مجری قانون فاش می‌کند، یا دستورالعمل‌هایی را برای تحقیقات یا تعقیب‌های مجری قانون افشا می‌کند در صورتی که انتظار می‌رود چنین افشایی به طور منطقی خطر دور زدن قانون را به همراه داشته باشد، یا (ی) به طور منطقی می توان انتظار داشت که جان یا ایمنی فیزیکی یک فرد را به خطر بیندازد.[۷]

1. شامل یا مربوط به گزارش های بازرسی، عملیات یا وضعیت تهیه شده توسط،از طرف، یا برای استفاده یک سازمان که مسئول تنظیم یا نظارت بر موسسات مالی است[۷]

1. اطلاعات و داده های زمین شناسی و ژئوفیزیکی، از جمله نقشه ها، یا اطلاعات مربوط به چاه ها[۷]

قانون سازماندهی مجدد پستی در سال ۱۹۷۰، خدمات پستی ایالات متحده را از افشای "اطلاعات دارای ماهیت تجاری، از جمله اسرار تجاری، خواه از شخصی خارج از خدمات پستی به دست آمده یا نه، که تحت رویه کاری عادی، به طور عمومی افشا نمی شود" مستثنی می کند.